# کوماروو (استان مونتانا)
کوماروو (به بلغاری: Komarevo) یک منطقهٔ مسکونی در بلغارستان است که در شهرستان برکوویتسا واقع شده‌است.